# Pirates of the Caribbean: The Curse of the Black Pearl (игра)
Пираты Карибского моря: Проклятие «Черной жемчужины» (англ. Pirates of the Caribbean: The Curse of the Black Pearl) — компьютерная игра, основанная на одноименном фильме.

## Сюжет
Как и в фильме, Барбосса заставляет Джека Воробья идти по доске. Потом Джек оказывается в джунглях, а впоследствии в Порт-Ройале, где он сражается с королевскими и солдатами и пиратами.

## Геймплей
Игрок играет за Джека Воробья, и при этом игровой процесс не сохраняется. Вместо этого для возврата на уровень игрок должен ввести специальный код, который отображается в конце каждого уровня. На некоторых уровнях Джек управляет кораблем.

## Отзывы
| Сводный рейтинг | Сводный рейтинг |
| Агрегатор       | Оценка          |
| --------------- | --------------- |
| GameRankings    | 50,33 %         |

Игра получила довольно низкие отзывы. GameSpot оценил игру на 3.8/10.. IGN поставил оценку 5.5/10.